# 奥林匹克运动会安哥拉代表团
安哥拉（國際奧委會國家編碼為：ANG）自1980年起開始參與夏季奥林匹克运动会，迄今已參與11屆賽事。該國未曾參與過冬季奥林匹克运动会，且至今尚未奪得任何獎牌。